# Muriel Fahrion
Pour les articles homonymes, voir Fahrion.
Muriel Fahrion, née à Cleveland, est une illustratrice principalement connue pour avoir dessiné Charlotte aux fraises, à l'origine personnage de carte de vœux ensuite décliné dans de nombreux médias.